# Ferdinand Neuling
Heinrich Wilhelm Ferdinand Neuling (* 22. August 1885 in Bautzen; † 22. Februar 1960 in Hildesheim) war ein deutscher Offizier, zuletzt General der Infanterie im Zweiten Weltkrieg.

## Leben
Ferdinand Neuling war ein Sohn des gleichnamigen Kaufmanns. Neuling trat nach dem Abitur am 25. März 1905 als Fahnenjunker in die Kaiserliche Armee ein. Am 17. August 1906 wurde er als Adjutant beim Infanterie-Regiment 139 zum Leutnant befördert.
Nach Ende des Krieges wurde er in die Reichswehr übernommen und wurde auch im Heereswaffenamt (WaA) des Reichswehrministeriums eingesetzt. Zur Kommandantur Berlin wurde er im März 1933 versetzt. Im November 1934 wurde er, seit Mitte 1933 Oberstleutnant, Kommandeur des neu aufgestellten Infanterie-Regiments Rastenburg, welches ein Jahr später zum Infanterie-Regiment 23 wurde. Im Juni 1935 zum Oberst befördert, blieb er Kommandeur des Regiments. Mit seiner Beförderung zum Generalmajor Anfang 1939 gab er das Kommando ab. Ab März 1939 war er als Nachfolger von Kurt Agricola Landwehr-Kommandeur Oppeln im Wehrkreis VIII. Dieser ging zu Kriegsbeginn in der 239. Infanterie-Division auf.
In der Wehrmacht führte er anschließend und zu Beginn des Zweiten Weltkriegs von der Aufstellung im Oktober 1939 bis zur Auflösung im Dezember 1941 als Kommandeur die 239. Infanterie-Division, welche von Sommer 1940 bis Frühjahr 1941 in der Heimat ohne Kriegseinsatz war. Am 1. Dezember 1940 wurde er zum Generalleutnant und am 1. Oktober 1942 zum General der Infanterie befördert. Vom 15. September 1942 bis zu seiner Gefangennahme am 18. August 1944 war er als Kommandierender General des LXII. Armeekorps eingesetzt. Als solcher geriet er kurz nach der Alliierten Landung in Südfrankreich in US-Kriegsgefangenschaft, aus welcher er 1947 zurückkehrte.
Nach dem Krieg wohnte er in Hildesheim. Neuling war mit Margarethe, geb. Wagner, verheiratet. Das Ehepaar hatte Kinder.

## Auszeichnungen (Auswahl)
- Eisernes Kreuz (1914) II. und I. Klasse
- Ritterkreuz II. Klasse mit Schwertern des königlich sächsischen Albrechtsordens am 31. Oktober 1914
- Spange zum Eisernen Kreuz II. und I. Klasse
- Deutsches Kreuz in Gold am 19. Dezember 1941
- Ritterkreuz des Eisernen Kreuzes am 28. Februar 1942[8]